# Komárno (Kroměříži járás)
Komárno település Csehországban, Kroměříži járásban. Komárno Kelč, Osíčko, Podhradní Lhota, Provodovice és Kunovice településekkel határos. Lakosainak száma 266 fő (2024. január 1.).

## Népesség
A település lakosságának változását az alábbi diagram mutatja:
| Lakosok száma | 426  | 436  | 462  | 440  | 378  | 309  | 294  | 285  | 270  | 266  |
|               | 1869 | 1900 | 1921 | 1961 | 1980 | 2011 | 2016 | 2019 | 2021 | 2024 |